# ティ・アール・エイ
ティ・アール・エイ株式会社（英語: TRA Co.,Ltd）は、大阪市中央区に本社を置く、モバイル周辺機器の製造および販売の事業を展開する企業である。
モバイルバッテリー等の一事業部である「cheero」の製造および販売する企業として知られている。

## 概要
1983年6月20日に創業し、1990年7月27日に設立された。
東京都江戸川区に東京TRA株式会社を、東京都港区赤坂にcheero事業部東京営業所をそれぞれ置いている。また、自社工場として中華人民共和国江蘇省常州市に常州東享機械有限公司を設立しており、中国協力工場は45社である。
2011年に機械部品商社の一部門として「cheero」の製造および販売を事業を開始した。その後はそのブランド名で知られるようになった。